# Pact (manga)
Pact, typographie PACT, est un seinen manga de Shinnosuke Kuji, prépublié dans le magazine Weekly Young Magazine et publié par l'éditeur Kōdansha en cinq volumes reliés sortis entre avril 2014 et avril 2015. La version française est éditée par Pika Édition depuis février 2017.

## Synopsis
En 20XX, une organisation a dissimulé des bombes à azote dans tous les océans. Une équipe de déminage des États-Unis a échoué à désamorcer l'une d'entre elles, entrainant une gigantesque explosion provoquant un tsunami ravageant l'Amérique du Nord.
Trois bombes menacent le Japon, une équipe doit les neutraliser avant leur explosion dans 10 jours.

## Liste des volumes
| no | Japonais        | Japonais          | Français         | Français          |
| no | Date de sortie  | ISBN              | Date de sortie   | ISBN              |
| -- | --------------- | ----------------- | ---------------- | ----------------- |
| 1  | 4 avril 2014    | 978-4-06-382460-5 | 1er février 2017 | 978-2-8116-2270-1 |
| 2  | 4 juillet 2014  | 978-4-06-382492-6 | 5 avril 2017     | 978-2-8116-2740-9 |
| 3  | 6 novembre 2014 | 978-4-06-382528-2 | 31 mai 2017      | 978-2-8116-3525-1 |
| 4  | 6 février 2015  | 978-4-06-382561-9 | 16 août 2017     | 978-2811635268    |
| 5  | 6 avril 2015    | 978-4-06-382599-2 | 4 octobre 2017   | 978-2811635275    |